# Cephaloon vandykei
Cephaloon vandykei är en skalbaggsart som beskrevs av Hopping 1934. Cephaloon vandykei ingår i släktet Cephaloon och familjen dubbelklobaggar. Inga underarter finns listade i Catalogue of Life.